# Astrid Schirmer

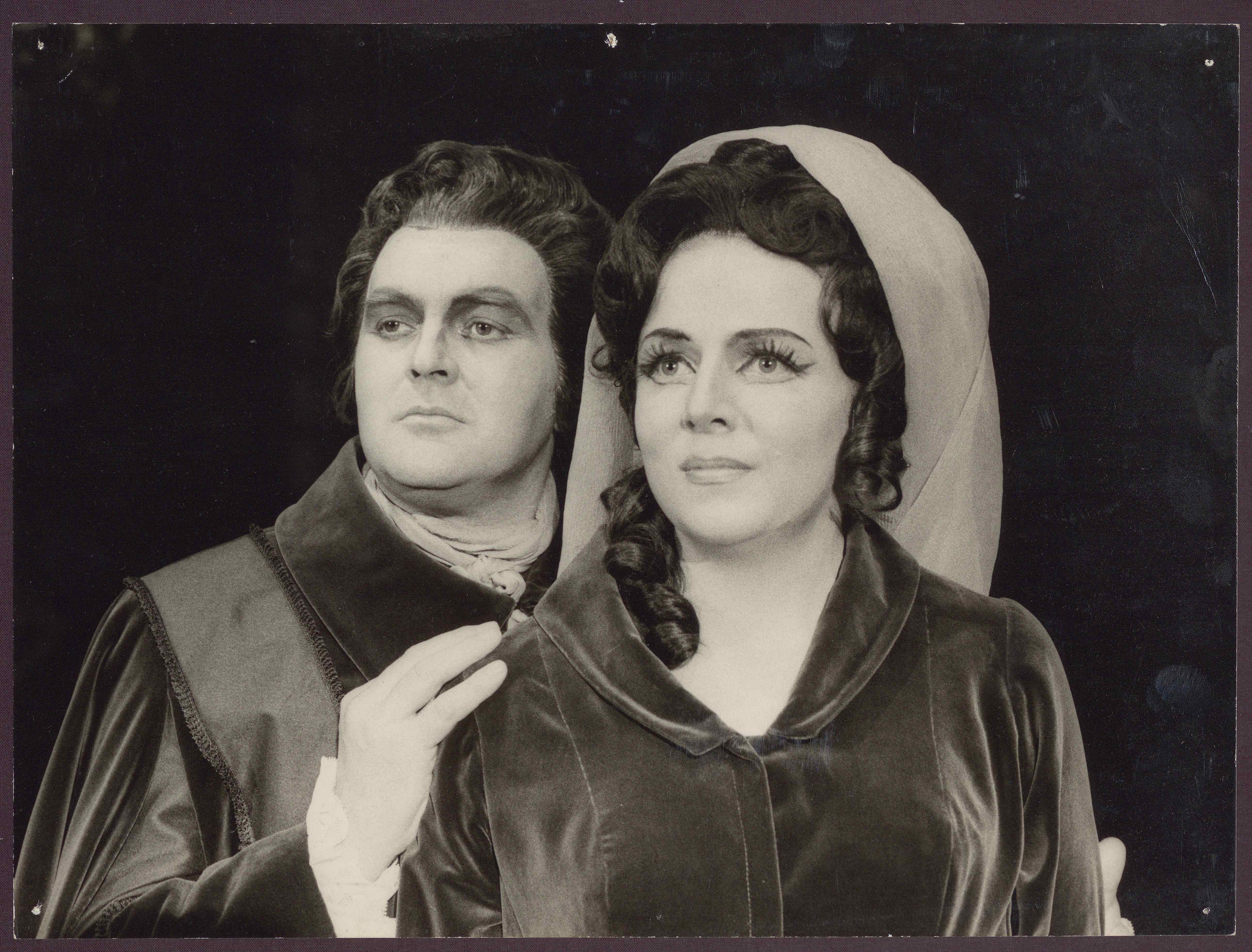
Astrid Schirmer mit Jon Andrew in Verdis Oper Ein Maskenball am Badischen Staatstheater Karlsruhe (1969/70)

Astrid Schirmer (* 8. November 1942 in Berlin; † 8. September 2024) war eine deutsche Opernsängerin (Dramatischer Sopran).

## Karriere
Astrid Schirmer war eines von drei Kindern des damaligen Musikstudenten (bei Edwin Fischer) und späteren Konzertpianisten und Hochschullehrers Karl-August Schirmer (1908–1994) und von Liselotte Schirmer, geborene Hildebrandt. Sie wurde an der Musikhochschule in ihrer Heimatstadt Berlin u. a. bei Elisabeth Grümmer und Johanna Rakow ausgebildet. 
Bereits in jungen Jahren sang Schirmer das jugendlich-dramatische Fach, darunter Leonore und Sieglinde. 1967 debütierte sie am Landestheater Coburg, wo sie bis 1969 unter Vertrag blieb. Danach hatte sie Engagements am Badischen Staatstheater Karlsruhe (1969–1973) und der Staatsoper Hannover (1971–1976). Ab 1975 war sie als freie Sängerin an europäischen Opernbühnen tätig. Sie trat u. a. an der Wiener Staatsoper, Opéra La Monnaie und Opéra de Lyon auf. Außerdem sang sie in Patrice Chéreaus Jahrhundertring bei den Bayreuther Festspielen in der Walküre die Partien der Ortlinde und Sieglinde.
Schirmer arbeitete mit Dirigenten wie Hans Wallat, Pierre Boulez, Lovro von Matacic, Eugen Jochum und Regisseurinnen und Regisseuren wie Ruth Berghaus, Harry Kupfer, Eike Gramms sowie Günther Rot zusammen. Sie wurde am Nationaltheater Mannheim zur Kammersängerin ernannt. An der Hochschule für Musik und Theater Hannover lehrte sie als Professorin für Gesang.
Sie war mit dem Dirigenten Carl Hubert Graf von Pfeil und Klein-Ellguth (* 11. Juli 1932 in Ribnitz; † 18. Dezember 1987 in Hannover) verheiratet und war die Mutter des Regisseurs Alexander von Pfeil und des Cellisten Maximilian von Pfeil (* 9. Dezember 1980).